# Vallée de Wright
Pour les articles homonymes, voir Wright.
La vallée de Wright, nommée d'après Sir Charles Wright, est la plus centrale des trois grandes vallées sèches de la chaîne Transantarctique, située à l'ouest du détroit de McMurdo à environ 77°10′S 161°50′E. La vallée de Wright contient la rivière Onyx, la plus longue rivière du continent, le lac Brownworth, à l'origine de la rivière Onyx, et le lac Vanda, qui est alimenté par la rivière Onyx. Sa branche sud-ouest, South Fork, est à l'origine de l'étang Don Juan. La zone montagneuse connue sous le nom de Labyrinthe se trouve à l'extrémité ouest de la vallée.
Bien que des portions du système de vallées interconnectées aient été découvertes en 1903 par l'expédition Discovery dirigée par le capitaine Robert Falcon Scott, la vallée de Wright, située près du centre du système, n'a pas été découverte avant que des photographies aériennes de la région soient prises en 1947. Au milieu des années 1960, les scientifiques étaient de plus en plus intrigués par le fait paradoxal que la vallée se trouvait juste à côté de l'inlandsis permanent de l'Antarctique de l'Est, mais qu'elle était restée libre de glace pendant au moins des milliers d'années. Bien que le lac Vanda soit recouvert d'environ 3 mètres de glace tout au long de l'année, des températures de 25 °C ont été mesurées de manière fiable à une profondeur de 65 mètres .
L'augmentation de l'activité estivale sur le terrain et la nécessité d'établir un relevé hivernal ont conduit la Division antarctique de la Nouvelle-Zélande et la National Science Foundation des États-Unis à planifier une base plus permanente dans la vallée. En 1968, la Nouvelle-Zélande a établi la station Vanda près de l'extrémité orientale du lac Vanda.

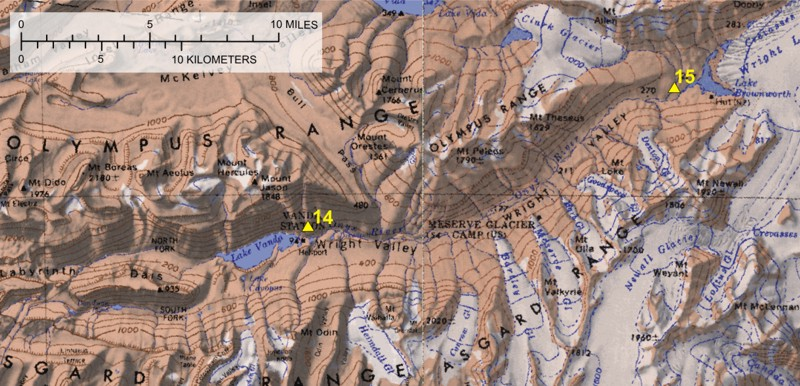
La vallée, l'Onyx et le lac Vanda.